# Chřástal malý
Chřástal malý (Zapornia parva) je malý druh chřástala z řádu krátkokřídlých.

## Taxonomie
Monotypický druh.

## Popis

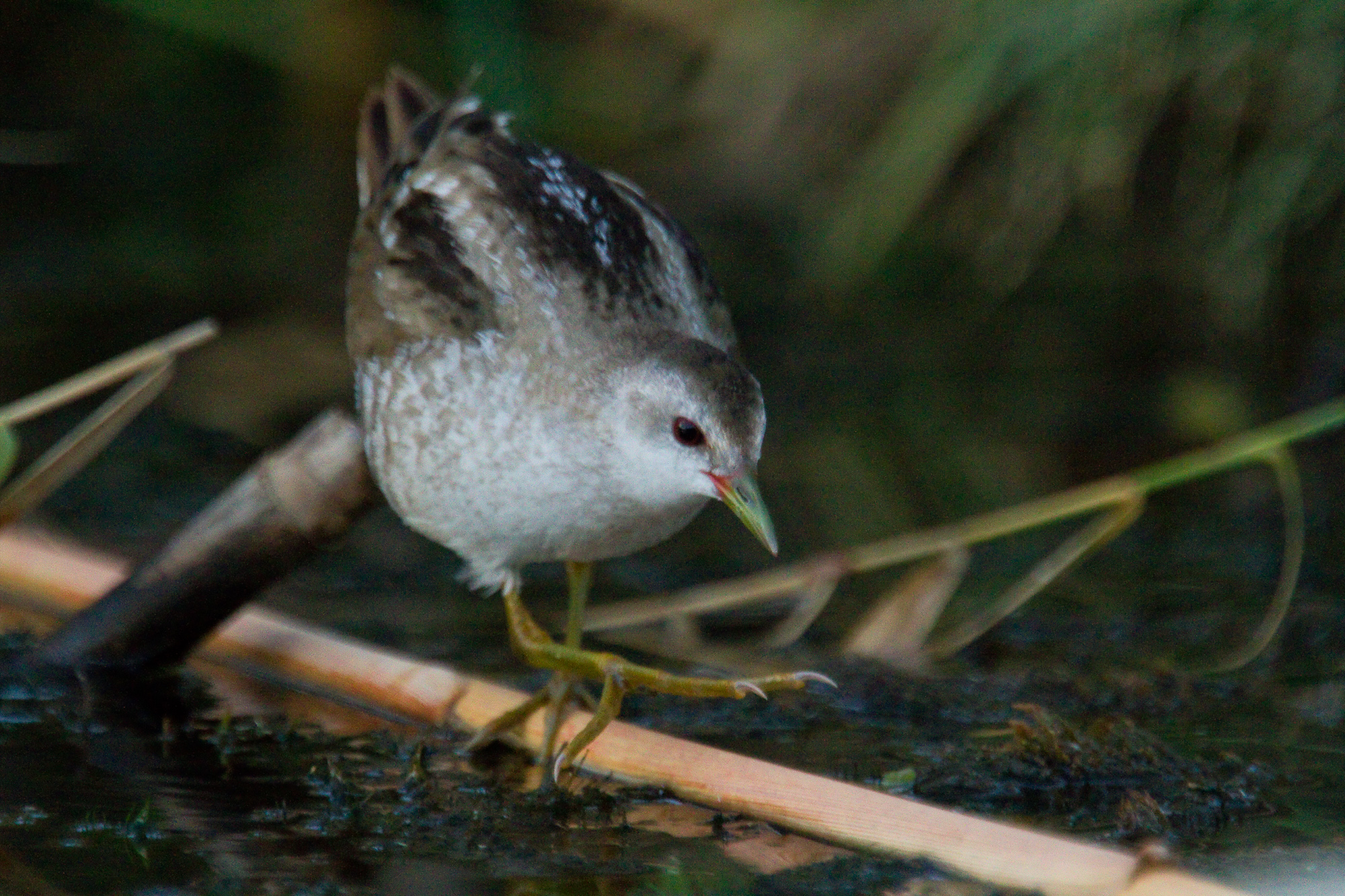
Chřástal malý (mladý pták)

Velikosti špačka (délka těla 17–19 cm). Samec je zespodu modrošedý, shora hnědý s černohnědými proužky, podocasní krovky jsou černobíle proužkované. Samice a mladí ptáci jsou zespodu béžoví. Od podobného chřástala nejmenšího se liší následujícími znaky: velkým přesahem ručních letek, delším zobákem, červeným zbarvením u kořene zobáku, téměř žádnou bílou kresbu na svrchní části těla a proužkováním omezeným jen na zadní část boků.

## Rozšíření
Má palearktický typ rozšíření, vyskytuje se především ve východní Evropě. Tažný, hlavní zimoviště leží v Africe, ale v menší míře zimuje i ve Středomoří. Hnízdí v rákosí na hlubší vodě.

### Výskyt v Česku
V České republice hnízdí odhadem 15–30 párů, především v jižních Čechách a středním Polabí.

## Hnízdění
Hnízdí jednotlivě a teritoriálně. Hnízdo ze suchých listů staví zřejmě oba ptáci dobře skryté nízko v hustém porostu nedaleko volné vodní hladiny. Snůška čítá obvykle 6–8 žlutavých nebo našedlých, hustě hnědě skvrnitých vajec o rozměrech 31,6 × 22,0 mm, jejichž inkubace trvá 20–21 dnů. Sedí oba ptáci. Mláďata mohou hnízdo při vyrušení opustit již první den, jinak na hnízdě zůstávají a jsou zde i krmena. Vzletnosti dosahují mezi 40. až 50. dnem věku a pohlavně dospívají koncem 1. roku života.

## Potrava
Potrava je převážně živočišná, tvořená hlavně hmyzem a jeho larvami, dále pavoukovci a malými měkkýši.

## Galerie

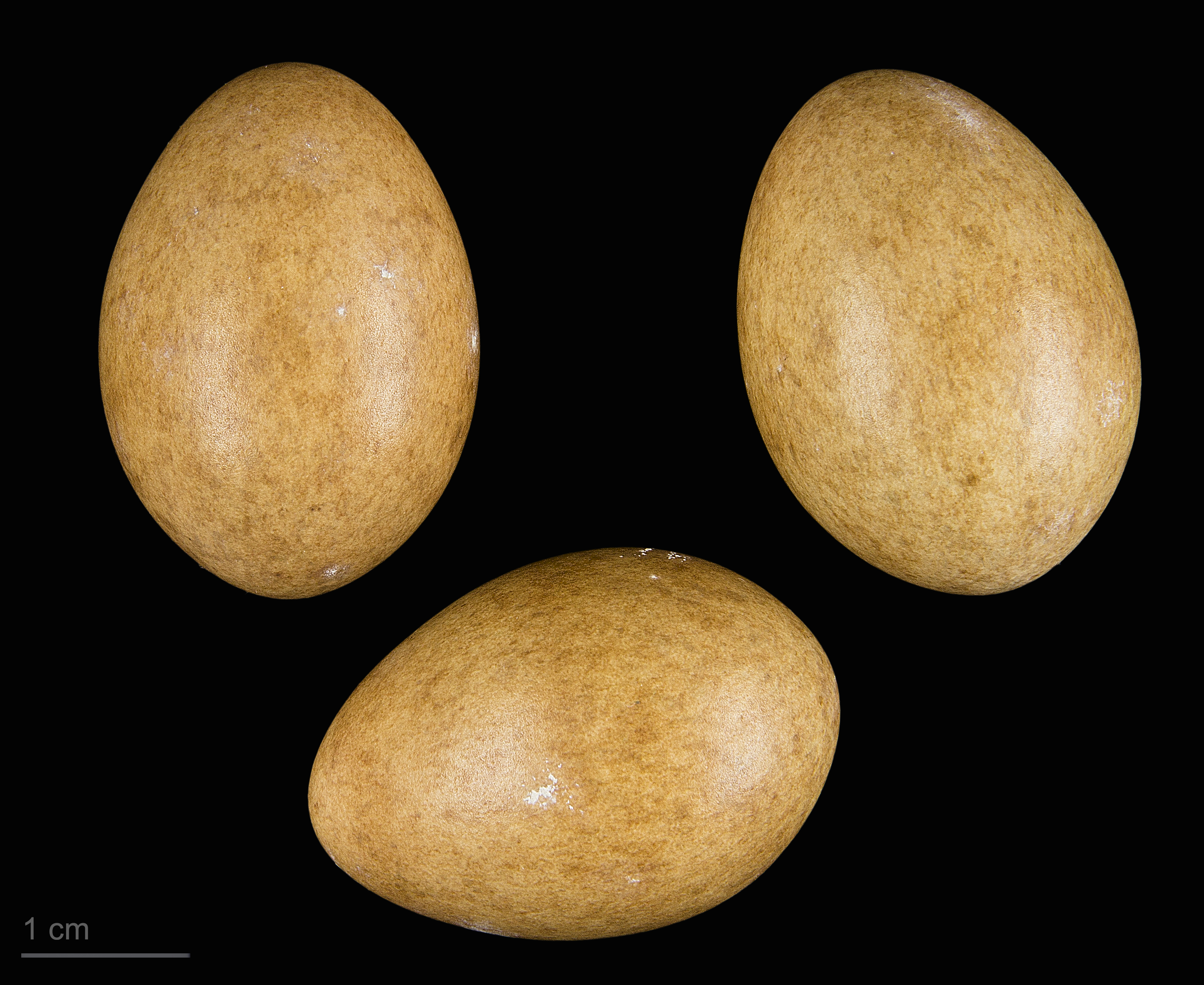
Vejce chřástala malého
- Chřástal malý ve svém přirozeném prostředí (video)